# Anthony Beltoise
Pour les articles homonymes, voir Beltoise.
Anthony Beltoise est un pilote automobile français né le 21 juillet 1971. Il est un des fils du pilote Jean-Pierre Beltoise et le neveu de François Cevert. En 2011, il pilote pour le Luxury Racing et est invité à participer aux 24 Heures du Mans 2011 au volant d'une Ferrari 458 Italia de cette écurie.

## Biographie
Il habite à Montguyon en Charente-Maritime.

## Carrière automobile
- 1992 : Vainqueur du Volant Elf à Magny-Cours
- 1993 : Championnat de France de Formule Renault, 10e
- 1994 : Championnat de France de Formule Renault, 7e
- 1995 : Championnat de France de Formule 3, 11e
- 1996 : Championnat de France de Formule 3, 2e
- 1997 : Formule 3000, non classé
- 1998 : Championnat international de sport-prototype, 10e
- 1999 : Trophée Clio V6 Vainqueur à Monaco
  - Vainqueur 24 heures de Spa
- 2000 : Trophée Clio V6
  - 24 heures de Spa 2e
- 2001 : Trophée Clio V6 Vainqueur à Monaco
- 2002 : Championnat de France de Supertourisme (1 victoire)
- 2003 : FFSA GT
- 2004 : FFSA GT, 5e (2 victoires)
  - Porsche Carrera Cup France, 2e (2 victoires)
- 2005 : Porsche Carrera Cup France, champion (6 victoires)
  - FFSA GT, 4e(2 victoires)
- 2006 : Porsche Carrera Cup France, champion (11 victoires)
- 2007 : Porsche Carrera Cup France, 6e
- 2008 : Porsche Carrera Cup France, champion
- 2009 : Porsche Carrera Cup France, 2e[1]
- 2011 : Championnat de France FFSA GT, champion (5 victoires)
  - 24 heures du Mans - ILMC
- 2012 : Championnat de France FFSA GT, champion (3 victoires)
- 2013 : Championnat de France FFSA GT, vice champion (3 victoires) Sébastien Loeb Racing
- 2019 : Championnat de France FFSA GT, Saintéloc Racing

## Autres

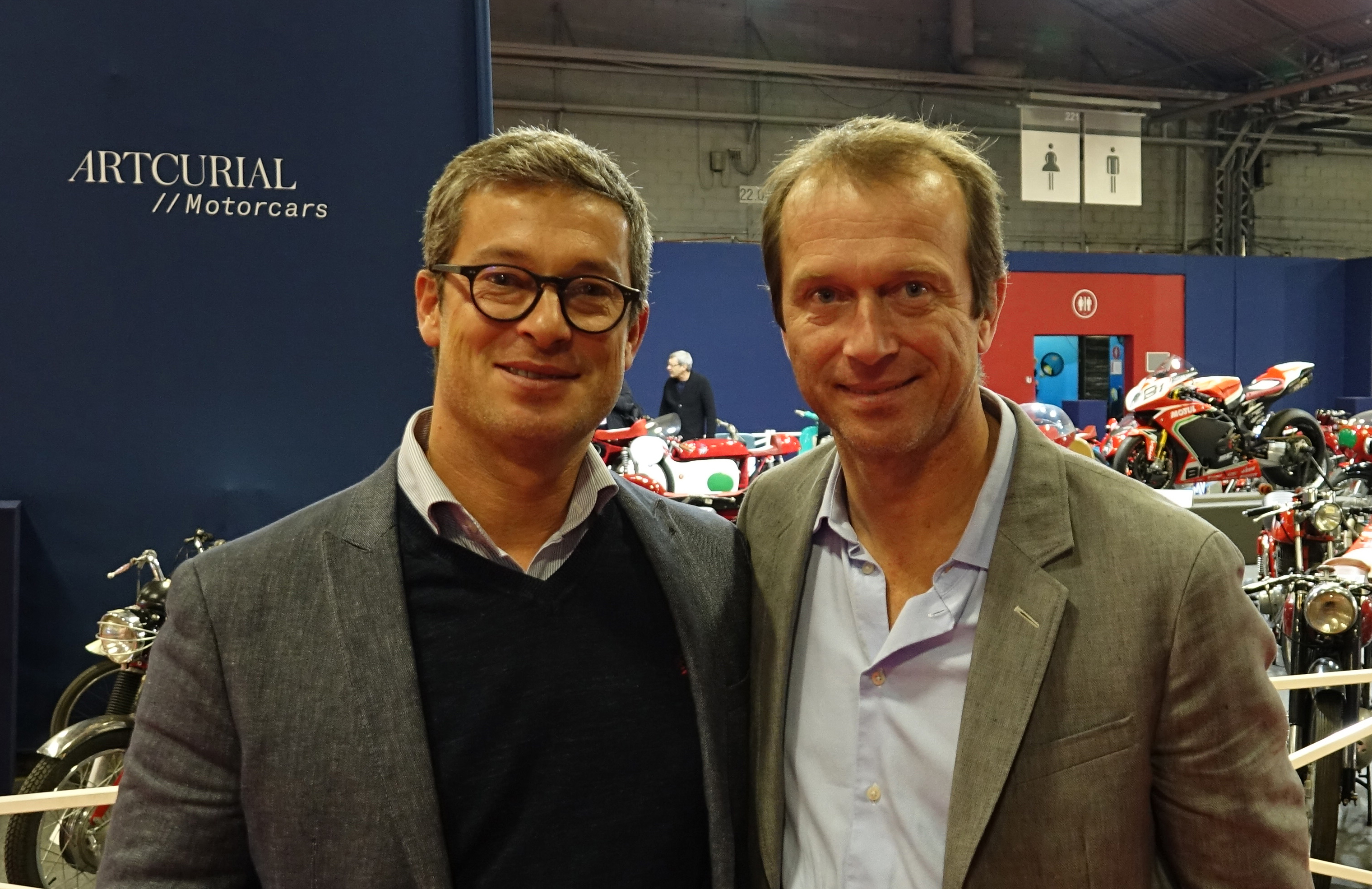
Julien et Anthony Beltoise.

- Il a également participé à plusieurs reprises aux 24 heures du Mans, finissant 2e de la catégorie GTS en 2000.
- Le frère d'Anthony Beltoise, Julien Beltoise, est également pilote.
- Anthony Beltoise apparaît régulièrement dans l'émission Automoto pour tester de nouvelles voitures , ainsi que sur Automoto La chaîne dans l'émission V6.